# حراج دولتی (فیلم)
حراج دولتی (به تلگو: Sarkaru Vaari Paata) و (به انگلیسی: Government’s bid) فیلمی هندی محصول سال ۲۰۲۲ و به کارگردانی پاراسورام است. در این فیلم بازیگرانی همچون ماهش بابو، کرتی سورش، ساموتیراکانی و ماهش مانجرکار ایفای نقش کرده‌اند.